# Isabel Lluïsa de Bragança
Isabel Lluïsa de Bragança   (Lisboa, 6 de gener de 1669 - Lisboa, 2 d'octubre de 1690) anomenada Sempre-Noiva, fou una infanta de Portugal que rebé el títol de Princesa de Beira. Filla única de Pere II de Portugal i de la seva primera esposa i antiga cunyada, Maria Francesca de Savoia. Va ser la hereva presumpta al tron de Portugal entre 1668 i 1689, quan va néixer el seu mig germà Joan.

## Biografia
Va néixer el 6 de gener de 1669 a la ciutat de Lisboa sent la filla primogènita del futur rei Pere II de Portugal i la seva primera esposa, Maria Francesca de Savoia-Nemours. A l'edat de cinc anys, Isabel Luísa va ser declarada presumpta hereva al tron portuguès durant les Corts de 1674.
Morí el 21 d'octubre de 1690 a la ciutat de Lisboa a l'edat de 22 anys, sent enterrada al Convent de les Franciscanes d'aquesta ciutat. L'any 1912 les seves restes mortals foren traslladades al Monestir de Sant Vicenç de Fora.

## Presumpta hereva del tron
A l'ascensió del seu pare al tron de Portugal l'any 1683 a la mort d'Alfons IV de Portugal Isabel Lluïsa fou considerada hereva del regne en ser l'únic fill del nou rei, consideració que finalitzà el 1689 al néixer el seu germanastre i futur rei Joan V de Portugal, i per la qual cosa rebé el títol de Princesa de Beira.
El 1680, a l'edat d'11 anys, fou promesa en matrimoni amb el duc Víctor Manuel II de Savoia, realitzant-se el casament "per poders" el 25 de març de l'any següent. En la seva visita al Ducat de Savoia, però, trobà el rebuig del duc de Savoia i d'una bona part del poble savoià, oposat a les idees de la regent Maria Joana de Savoia-Nemours, per la qual cosa s'anul·là el compromís matrimonial. Aquesta fou la raó per la qual se l'anomenà Sempre-noiva (en català: "sempre promesa").